# Donald O'Connor
Donald David Dixon Ronald O’Connor (Chicago, 28 de agosto de 1925 – Los Angeles,  27 de setembro de 2003) foi um dançarino, cantor e ator estadunidense e que ficou famoso internacionalmente ao protagonizar vários musicais cinematográficos, principalmente Singin' in the Rain em 1952, ao lado de Gene Kelly e Debbie Reynolds.

## Biografia
O bailarino e compositor Donald O’Connor, nascido em Chicago em 1925, sempre viveu próximo ao espetáculo. Membro de uma família tradicionalmente ligada ao vaudeville, o pequeno Donald estreou em cena no final dos anos 20 e, como ator infantil, trabalhou em filmes desde os 12 anos: em “Beau Geste” foi Gary Cooper menino. Seu aspecto juvenil contribuiu definitivamente para que fosse encaixado em papéis de “menino bonzinho e bem-educado” durante toda a década de 40, quando protagonizou para o Estúdio Universal alguns pequenos musicais e comédias de segunda linha.
Seu momento de glória chegou em 1952, ano em que atuou em “Cantando na Chuva” com Gene Kelley e Debbie Reynolds. Seus volteios e saltos mortais se tornaram uma marca registrada. “Make’em Laugh” ficou na memória de todos os espectadores.
Entre seus filmes mais destacados, encontram-se os muitos da série com a mula Francis, “Mula Falante”, “O Mundo da Fantasia”, “O Palhaço que não ri”, em que encarna Buster Keaton, a antologia “Isto era Hollywood” e “Na época do Ragtime”. Em 1997, participou de “Dois Parceiros em Apuros”, de Martha Coolidge, com Jack Lemmon e Walter Matthau. Foi seu último filme.
Em certo momento, assim definiu sua particular relação com o show business: “Nasci e fui educado para entreter os outros. Escutei risos, aplausos e senti muita tristeza.”
Faleceu em 27 de setembro de 2003, de insuficiência cardiorrespiratória, na Califórnia, aos 78 anos.

## Filmografia
- Out to Sea (1997)
- Father Frost (1996)
- Bandit: Bandit's Silver Angel (1994) (TV)
- Toys (1992) .... Kenneth Zevo
- A Mouse, a Mystery and Me (1987) (TV)
- A Time to Remember (1987)
- Alice in Wonderland (1985) (TV)
- Pandemonium (1982)
- Ragtime (1981)
- That Funny Feeling (1965)
- Cry for Happy (1961)
- The Wonders of Aladdin (1960)
- The Buster Keaton Story (1957)
- Anything Goes (1956)
- Francis in the Navy (1955)
- There's No Business Like Show Business (1954)
- Francis Joins the WACS (1954)
- Walking My Baby Back Home (1953)
- Francis Covers the Big Town (1953)
- Call Me Madam (1953)
- I Love Melvin (1953)
- Francis Goes to West Point (1952)
- Singin' in the Rain (1952)
- Francis Goes to the Races (1951)
- Double Crossbones (1951)
- The Milkman (1950)
- Curtain Call at Cactus Creek (1950)
- Francis (1950)
- Yes Sir That's My Baby (1949)
- Feudin', Fussin' and A-Fightin' (1948)
- Are You with It? (1948)
- Something in the Wind (1947)
- Patrick the Great (1945)
- Bowery to Broadway (1944)
- Follow the Boys (1944)
- The Merry Monahans (1944)
- This Is the Life (1944)
- Chip Off the Old Block (1944)
- Top Man (1943)
- Mister Big (1943)
- It Comes Up Love (1943)
- When Johnny Comes Marching Home (1942)
- Get Hep to Love (1942)
- Give Out, Sisters (1942)
- Private Buckaroo (1942)
- What's Cookin'? (1942)
- On Your Toes (1939)
- Death of a Champion (1939)
- Night Work (1939)
- Beau Geste (1939)
- Million Dollar Legs (1939)
- Unmarried (1939)
- Boy Trouble (1939)
- Tom Sawyer, Detective (1938)
- Sons of the Legion (1938)
- Sing You Sinners (1938)
- Men with Wings (1938)
- It Can't Last Forever (1937)